# Moselle Open 2015 - Qualificazioni singolare
Le qualificazioni del singolare del Moselle Open 2015 sono state un torneo di tennis preliminare per accedere alla fase finale della manifestazione. I vincitori dell'ultimo turno sono entrati di diritto nel tabellone principale. In caso di ritiro di uno o più giocatori aventi diritto a questi sono subentrati i lucky loser, ossia i giocatori che hanno perso nell'ultimo turno ma che avevano una classifica più alta rispetto agli altri partecipanti che avevano comunque perso nel turno finale.

## Teste di serie
1. Kenny de Schepper (qualificato)
2. Édouard Roger-Vasselin (qualificato)
3. Daniel Brands (ultimo turno)
4. Vincent Millot (qualificato)

1. Constant Lestienne (ultimo turno)
2. Miša Zverev (qualificato)
3. Enzo Couacaud (ultimo turno)
4. Maxime Teixeira (ultimo turno)

## Qualificati
1. Kenny de Schepper
2. Édouard Roger-Vasselin

1. Miša Zverev
2. Vincent Millot

## Tabellone

### Legenda
| - Q = Qualificato - WC = Wild card - LL = Lucky loser | - ALT = Alternate - SE = Special Exempt - PR = Protected Ranking | - w/o = Walkover - r = Ritirato - d = Squalificato |

### Sezione 1
|  | Primo turno | Primo turno        | Primo turno        | Primo turno | Primo turno |  |  | Ultimo turno | Ultimo turno       | Ultimo turno       | Ultimo turno | Ultimo turno |  |
|  |             |                    |                    |             |             |  |  |              |                    |                    |              |              |  |
|  | 1           | Kenny de Schepper  | Kenny de Schepper  | 7           | 7           |  |  |              |                    |                    |              |              |  |
|  |             | Hugo Nys           | Hugo Nys           | 62          | 5           |  |  | 1            | Kenny de Schepper  | Kenny de Schepper  | 7            | 6            |  |
|  |             | Grégoire Jacq      | Grégoire Jacq      | 3           | 4           |  |  | 5            | Constant Lestienne | Constant Lestienne | 5            | 3            |  |
|  | 5           | Constant Lestienne | Constant Lestienne | 6           | 6           |  |  |              |                    |                    |              |              |  |

### Sezione 2
|  | Primo turno | Primo turno    | Primo turno | Primo turno | Primo turno |  |  | Secondo turno | Secondo turno          | Secondo turno          | Secondo turno | Secondo turno |   |   | Ultimo turno | Ultimo turno           | Ultimo turno           | Ultimo turno | Ultimo turno |  |
|  |             |                |             |             |             |  |  |               |                        |                        |               |               |   |   |              |                        |                        |              |              |  |
|  |             |                |             |             |             |  |  |               |                        |                        |               |               |   |   |              |                        |                        |              |              |  |
|  |             |                |             |             |             |  |  | 2             | Édouard Roger-Vasselin | Édouard Roger-Vasselin | 6             | 6             |   |   |              |                        |                        |              |              |  |
|  | WC          | Julien Mathieu | 6           | 3           | 4           |  |  |               | Michael Venus          | Michael Venus          | 3             | 3             |   |   |              |                        |                        |              |              |  |
|  |             | Michael Venus  | 4           | 6           | 6           |  |  |               |                        |                        |               |               |   |   | 2            | Édouard Roger-Vasselin | Édouard Roger-Vasselin | 6            | 6            |  |
|  |             | Filip Veger    | Filip Veger | 6           | 6           |  |  |               |                        | 7                      | Enzo Couacaud | Enzo Couacaud | 1 | 1 |              |                        |                        |              |              |  |
|  |             | Mate Pavić     | Mate Pavić  | 3           | 4           |  |  |               | Filip Veger            | Filip Veger            | 2             | 4             |   |   |              |                        |                        |              |              |  |
|  |             |                |             |             |             |  |  | 7             | Enzo Couacaud          | Enzo Couacaud          | 6             | 6             |   |   |              |                        |                        |              |              |  |
|  |             |                |             |             |             |  |  |               |                        |                        |               |               |   |   |              |                        |                        |              |              |  |

### Sezione 3
|  | Primo turno | Primo turno   | Primo turno   | Primo turno | Primo turno |  |  | Secondo turno | Secondo turno | Secondo turno | Secondo turno | Secondo turno |   |   | Ultimo turno | Ultimo turno  | Ultimo turno | Ultimo turno | Ultimo turno |  |
|  |             |               |               |             |             |  |  |               |               |               |               |               |   |   |              |               |              |              |              |  |
|  |             |               |               |             |             |  |  |               |               |               |               |               |   |   |              |               |              |              |              |  |
|  |             |               |               |             |             |  |  | 3             | Daniel Brands | Daniel Brands | 6             | 6             |   |   |              |               |              |              |              |  |
|  |             | Sadio Doumbia | 4             | 6           | 7           |  |  |               | Sadio Doumbia | Sadio Doumbia | 3             | 4             |   |   |              |               |              |              |              |  |
|  | WC          | André Sá      | 6             | 2           | 63          |  |  |               |               |               |               |               |   |   | 3            | Daniel Brands | 4            | 6            | 3            |  |
|  |             | Ilya Vasilyev | Ilya Vasilyev | 0           | 3           |  |  |               |               | 6             | Miša Zverev   | 6             | 3 | 6 |              |               |              |              |              |  |
|  |             | Téri Groll    | Téri Groll    | 6           | 6           |  |  |               | Téri Groll    | Téri Groll    | 1             | 4             |   |   |              |               |              |              |              |  |
|  |             |               |               |             |             |  |  | 6             | Miša Zverev   | Miša Zverev   | 6             | 6             |   |   |              |               |              |              |              |  |
|  |             |               |               |             |             |  |  |               |               |               |               |               |   |   |              |               |              |              |              |  |

### Sezione 4
|  | Primo turno | Primo turno      | Primo turno      | Primo turno | Primo turno |  |  | Secondo turno | Secondo turno    | Secondo turno   | Secondo turno   | Secondo turno   |   |   | Ultimo turno | Ultimo turno   | Ultimo turno   | Ultimo turno | Ultimo turno |  |
|  |             |                  |                  |             |             |  |  |               |                  |                 |                 |                 |   |   |              |                |                |              |              |  |
|  |             |                  |                  |             |             |  |  |               |                  |                 |                 |                 |   |   |              |                |                |              |              |  |
|  |             |                  |                  |             |             |  |  | 4             | Vincent Millot   | Vincent Millot  | 6               | 6               |   |   |              |                |                |              |              |  |
|  |             | Tom Schönenberg  | Tom Schönenberg  | 6           | 6           |  |  |               | Tom Schönenberg  | Tom Schönenberg | 4               | 4               |   |   |              |                |                |              |              |  |
|  |             | Stefan Merunka   | Stefan Merunka   | 0           | 0           |  |  |               |                  |                 |                 |                 |   |   | 4            | Vincent Millot | Vincent Millot | 7            | 6            |  |
|  |             | Laurent Rochette | Laurent Rochette | 7           | 6           |  |  |               |                  | 8               | Maxime Teixeira | Maxime Teixeira | 5 | 4 |              |                |                |              |              |  |
|  | WC          | Hugo Schott      | Hugo Schott      | 5           | 4           |  |  |               | Laurent Rochette | 7               | 1               | 4               |   |   |              |                |                |              |              |  |
|  |             |                  |                  |             |             |  |  | 8             | Maxime Teixeira  | 62              | 6               | 6               |   |   |              |                |                |              |              |  |
|  |             |                  |                  |             |             |  |  |               |                  |                 |                 |                 |   |   |              |                |                |              |              |  |